# Tob
Tob era el nombre de un lugar en la antigua Israel, mencionado en la Biblia.
Se dice que es la tierra a la cual Jefté huyó de sus hermanos. La ubicación no se conoce definitivamente, pero algunos la identifican con la región centrada en Taibiyah, al sureste de Mar de Galilea. Como sufijo -iya significa "mío", Taibeyah significa básicamente: "Mi Tob" o "Nuestro Tob" o "Yo (de) Tob" o nosotros, "Nosotros de Tob".
En Tob, Jefté reunió a algunos hombres hasta que sus hermanos quisieron que él volviera a luchar contra los Amonitas. El lugar puede ser el mismo que el que se menciona en 2 Samuel 10: 6-8, llamado IshtobIshtob. Algunos creen que debería traducirse como "hombres de Tob", en lugar de "Ishtob".
Tob es también la ciudad a la que se hace referencia en las letras de Amarna, alrededor del año 1350 aC. Hay aproximadamente 382 letras, de EA 1 a EA 382. Solo hay un uso de la ciudad (la palabra TuBu) y en este pequeño grupo de letras, el líder de la ciudad  Tubu es solo referido como el "Hombre" de la ciudad, es decir, "el Alcalde" o "gobernador". El hombre era una de las muchas designaciones comunes. Habría sido un tipo de príncipe o algún líder local equivalente; el jefe de una tribu, clan, ciudad, región, etc. La carta 205 de EA es la carta del "Hombre de Tubu" y es una de las (6) cartas, todas escritas por el mismo escriba.
Jefté (heb. Yiftaj, “él abre [abrirá]”; gr. Ieftháe). Juez de Israel, uno de los principales (Jdg 11:1-12:7). Era galaadita en un doble sentido: 1. Era natural de Galaad. 2. El nombre de su padre fue Galaad. Por cuanto fue un hijo ilegítimo, sus hermanos, que habrían pertenecido a los ancianos de Galaad, lo expulsaron de su casa y lo obligaron a huir a la tierra de Tob,* quizás hacia el noreste, donde vivió como jefe de una banda de otros expulsados (Jdg 11:1-3). Quizás atacaban a las caravanas o exigían el pago de una suma de dinero a cambio de protección para cruzar sin peligro la región que esta banda controlaba. El hecho de que más tarde fue llamado a ser un líder guerrero de las tribus de Transjordania demuestra que había ganado fama en asuntos militares. Durante el exilio de Jefté, los amonitas invadieron el territorio israelita, lo ocuparon y oprimieron a sus habitantes por muchos años. Finalmente, los hebreos orientales llamaron a Jefté y lo pusieron como juez y general sobre ellos para que los liberara de los amonitas (Jdg 11:4-11). Invitó a los efraimitas para ayudarle, pero parece no haber obtenido respuesta (12:2). Intentó negociar con los amonitas para inducirles a terminar su ocupación ilegal del territorio israelita. Sus esfuerzos fracasaron; de modo que comenzó la acción militar que concluyó con la derrota de los amonitas y la recuperación de las regiones sometidas (11:12-27). Antes de la batalla, imprudentemente hizo un voto de que si obtenía la victoria ofrecería como holocausto al Señor el primer miembro de su clan que saliera a recibirlo (vs 30, 31). Al volver victorioso, se entristeció mucho cuando le salió al encuentro su única hija. De acuerdo con la narración, “hizo de ella conforme al voto que había hecho” (vs 34-40), aunque algunos comentadores intentan explicar que sencillamente la dedicó a virginidad perpetua. Jefté tuvo dificultades con los efraimitas, que se quejaron de que los había pasado por alto cuando se preparaba para la campaña contra los amonitas. Les demostró que no, pero se desató una guerra civil entre Efraín y las tribus transjordanas. Jefté otra vez obtuvo la victoria (Jdg 12:1-6). Juzgó a Israel durante 6 años (v 7). Samuel lo menciona como prueba de la fidelidad de Dios al enviar libertadores a Israel en el momento apropiado (1Sa 12:11). En Heb 11:32 se alaba a Jefté como un hombre de fe